# Аванесов, Георгий Амбарцумович

Значок заслуженного народного оркестра УССР (Луганск)

Гео́ргий Амбарцумович (Андре́евич) Аване́сов (21 июня 1922, Луганск—17 октября 1982) — украинский советский дирижёр, заслуженный деятель искусств Украинской ССР (1973).

## Биография и творческая деятельность
В 1948 году окончил Ворошиловградское музыкальное училище. Популяризатор народной музыки.
В марте 1945 года при городском Дворце пионеров организовал оркестр из десяти человек. Со временем этот оркестр добился больших творческих успехов в исполнении лучших русских и украинских музыкальных произведений, музыки народов СССР, а также музыкальной отечественной и зарубежной классики. С этим оркестром связана вся творческая деятельность Г. Аванесова.
Позже — художественный руководитель самодеятельного оркестра народных инструментов Дома культуры Ворошиловградского тепловозостроительного завода им. Октябрьской революции. В 1946 году оркестр дал свой первый концерт, в 1948 году впервые принял участие в Республиканском смотре художественной самодеятельности, в 1954 году — участвовал в Киеве и Москве в торжествах по случаю 300-летия воссоединения Украины с Россией.
Успешно выступив на областном и Республиканском конкурсах, коллектив музыкантов под его руководством получил право выступить в 1957 году на Всесоюзном конкурсе, где завоевав золотую медаль и звание лауреата Всесоюзного фестиваля советской молодёжи, вошёл в состав делегации СССР на VI Всемирный фестиваль молодёжи и студентов.
В 1960 году коллективу было присвоено звание «народного оркестра», а Г. А. Аванесову — заслуженного артиста УССР. Летом 1963 года оркестр был приглашён на гастроли в Москву, где выступал на ВДНХ.
С 1967 — заслуженный народный оркестр УССР. В том же году Г. А. Аванесов был награждён орденом Трудового Красного Знамени. Коллектив оркестра в этот период времени насчитывал 50 человек, а в первой половине 1970-х годов в оркестре играло уже более ста человек.
В 1973 году Аванесову было присвоено почётное знание «Заслуженный деятель искусств Украинской ССР».
В 1987 году оркестру присвоено имя Г. А. Аванесова.